# Baar-Ebenhausen
Baar-Ebenhausen település Németországban, azon belül Bajorországban. Lakosainak száma 5664 fő (2023. december 31.).

## Népesség
A település népessége az elmúlt években az alábbi módon változott:
| Lakosok száma | 1627 | 4005 | 5029 | 5070 | 5104 | 5315 | 5342 | 5456 | 5597 | 5664 |
|               | 1975 | 1987 | 2012 | 2013 | 2014 | 2016 | 2017 | 2019 | 2022 | 2023 |